# 沙墩镇
沙墩镇是中国山东省临沂市郯城县下辖的一个镇。

## 行政区划
沙墩镇下辖尚庄二村、尚庄三村、子房村、沟上村、株柏一村、株柏二村、株柏三村、株柏四村、株柏五村、华埠一村、华埠二村、华埠三村、华埠四村、华埠五村、华埠六村、前陈埠村、马陈埠村、大官庄村、小塘村、大塘村、蒋庄村、黄岭村、前流村、东风岭村、黄楼村、张场村、前宅村、后宅村、尚庄一村、陈埠村、义和村、金柳村、金岭村、凤凰墩村、沙墩村。